# Travnik (Bosnië en Herzegovina)
Travnik is een gemeente in de Federatie van Bosnië en Herzegovina in Bosnië en Herzegovina in het kanton Centraal-Bosnië. Het bevindt zich zo'n 90 km ten westen van Sarajevo en is als hoofdstad van het kanton ook het administratieve centrum van Centraal-Bosnië. Travnik telt 55.217 inwoners (2007). De oppervlakte bedraagt 529 km², de bevolkingsdichtheid is 104,4 inwoners per km². De stad ligt op 514 meter boven het zeeniveau in de vallei van de rivier Lašva. De meest markante landschappen vormen de bergen Vilenica en Vlašić. Deze laatste is met de hoogte van 1943 meter een van de hoogste bergen in Bosnië. Travnik heeft een typisch landklimaat. De gemiddelde temperatuur in de zomer bedraagt 18,2°C en in de winter 5°C. De sneeuw valt ieder jaar. 

## Geschiedenis
De sporen van bewoning van het gebied reiken naar het verre verleden, toen de Illyriërs, Kelten en Romeinen in de rivier Lašva naar goud zochten. De eerste geschreven bronnen dateren uit 1463, toen sultan Mehmet II El-Fatih door Travnik heen kwam op zijn weg naar Jajce. 
Gedurende de tweede helft van de 15e eeuw is de oude stad gebouwd, die vandaag de dag op de heuvels boven de hedendaagse stad prijkt. Vanaf 1686 tot aan 1850 was Travnik de hoofdstad van Bosnië, toen de meest westelijk gelegen Ottomaanse provincie. Een groot deel van het culturele erfgoed van de stad dateert uit deze tijd. In 1806 opende Frankrijk zijn consulaat in Travnik en een jaar later volgde ook het Oostenrijks-Hongaarse consulaat. 
Na de annexatie door Oostenrijk-Hongarije in 1908, ontwikkelde Travnik zich meer in westerse stijl: er wordt een gymnasium gebouwd, het spoor, elektrische stoomvoorziening en in 1890 wordt voor een korte tijd een theologische faculteit geopend, als eerste hogeschool in de nieuwere geschiedenis van Bosnië.

## Bezienswaardigheden
In Travnik is de "oude stad" goed bewaard gebleven. Dit fort is gebouwd in de tijd van de Bosnische onafhankelijkheid in de eerste helft van de 15e eeuw. Men schat dat dit in de tijd van de Bosnische koning Ostoja of koning Tvrtko II is gebeurd. In de loop van de tijd is het fort zowel bij de Ottomanen als de Oostenrijkers in gebruik geweest. 
In de stad bevindt zich het geboortehuis van de Nobelprijswinnaar Ivo Andrić, die onder meer De kroniek van Travnik schreef. Hij is op 9 oktober 1892 in dit huis in de wijk Zenjak op nummer 9 geboren. 
In de stad en zijn omgeving zijn vele waterbronnen te vinden. Een echte bezienswaardigheid is "Plava Voda" (het blauwe water) die in een van de stadswijken uit de berg stroomt. Heel Travnik en een deel van Zenica zijn door deze bron voorzien van drinkwater. Rondom de bron zijn vele restaurants en souvenirwinkeltjes te vinden. Ivo Andrić schreef in zijn kronieken dat in de Turkse tijd de stadselite hier verzamelde, koffie dronk en de politiek bediscussieerde.
Travnik is ook de stad met het grootste aantal mausoleums in Bosnië en Herzegovina. Een van de bekendste is die van de dichter en sjah Abdulvehab Ilhamija. Hij schreef gedichten in het Bosnisch en Turks waarin hij kritiek leverde op de toenmalige politieke inrichting.

## Zusterstad
Leipzig, Duitsland (sinds 2003)

## Plaatsen die bij de gemeente horen
Bačvice, 
Bandol, 
Bijelo Bučje, 
Bilići, 
Brajići, 
Brajkovići, 
Brankovac, 
Čifluk, 
Čosići, 
Čukle, 
Dolac, 
Dolac na Lašvi, 
Donja Trebeuša, 
Donje Krčevine, 
Donji Korićani (dio), 
Dub, 
Đelilovac, 
Fazlići, 
Gladnik, 
Gluha Bukovica, 
Goleš, 
Gornja Trebeuša, 
Gornje Krčevine, 
Gornji Korićani (dio), 
Gradina, 
Grahovčići, 
Grahovik, 
Guča Gora,
Guvna, 
Hamandžići, 
Han Bila, 
Jezerci, 
Kljaci, 
Kokošari, 
Komar, 
Kraljevice, 
Krpeljići, 
Kula, 
Kundići, 
Lovrići, 
Mala Bukovica, 
Maline, 
Miletići, 
Miškića Brdo, 
Mosor, 
Mudrike, 
Nova Bila, 
Orahovo, 
Orašac, 
Orlice, 
Ovčarevo, 
Paklarevo, 
Podkraj, 
Podovi, 
Podstinje, 
Pokrajčići, 
Poljanice, 
Polje Slavka Gavrančića, 
Prići, 
Pulac, 
Putićevo, 
Radića Brdo, 
Radojčići, 
Radonjići, 
Ričice, 
Runjići, 
Sažići, 
Sečevo, 
Seferi,
Selići, 
Skomorje, 
Slimena, 
Suhi Dol, 
Šešići, 
Šipovik, 
Šišava, 
Travnik, 
Turbe, 
Turići, 
Varošluk, 
Velika Bukovica, 
Vidoševići, 
Vilenica, 
Višnjevo, 
Vitovlje, 
Vlahovići, 
Vranići, 
Zagrađe, 
Zaselje.
Federatie van Bosnië en Herzegovina:

Banovići · Bihać · Bosanska Krupa · Bosanski Petrovac · Bosansko Grahovo · Breza · Bugojno · Busovača · Bužim · Čapljina · Cazin · Čelić · Centar · Čitluk · Drvar · Doboj Istok · Doboj Jug · Dobretići · Domaljevac-Šamac · Donji Vakuf · Foča-Ustikolina · Fojnica · Glamoč · Goražde · Gornji Vakuf-Uskoplje · Gračanica · Gradačac · Grude · Hadžići · Ilidža · Ilijaš · Jablanica · Jajce · Kakanj · Kalesija · Kiseljak · Kladanj · Ključ · Konjic · Kreševo · Kupres · Livno · Ljubuški · Lukavac · Maglaj · Mostar · Neum · Novi Grad · Novo Sarajevo · Novi Travnik · Odžak · Olovo · Orašje · Pale-Prača · Posušje · Prozor-Rama · Ravno · Sanski Most · Sapna · Široki Brijeg · Srebrenik · Stari Grad · Stolac · Teočak · Tešanj · Tomislavgrad · Travnik · Trnovo · Tuzla · Usora · Vareš · Velika Kladuša · Visoko · Vitez · Vogošća · Zavidovići · Zenica · Žepče · Živinice

De hoofdstad Sarajevo bestaat uit de gemeenten Centar, Novi Grad, Novo Sarajevo en Stari Grad.
Servische Republiek:

Banja Luka · Berkovići · Bijeljina · Bileća · Bosanska Kostajnica · Brod · Bratunac · Čajniče · Čelinac · Derventa · Doboj · Donji Žabar · Foča · Gacko · Gradiška · Han Pijesak · Istočni Drvar · Istočna Ilidža · Istočni Mostar · Istočno Novo Sarajevo · Istočno Sarajevo · Istočni Stari Grad · Jezero · Kalinovik · Kneževo · Kozarska Dubica · Kotor Varoš · Krupa na Uni · Srpski Kupres · Laktaši · Ljubinje · Lopare · Milići · Modriča · Mrkonjić Grad · Nevesinje · Novi Grad · Osmaci · Oštra Luka · Pale · Pelagićevo · Petrovac · Petrovo · Prijedor · Prnjavor · Ribnik · Rogatica · Rudo · Šamac · Šekovići · Šipovo · Sokolac · Srbac · Srebrenica · Teslić · Trebinje · Trnovo · Ugljevik · Ustiprača · Višegrad · Vlasenica · Vukosavlje · Zvornik